# Personaggi di Camera Café
Questa voce contiene un elenco dei personaggi presenti nella sitcom Camera Café.

## Protagonisti

### Paolo Bitta

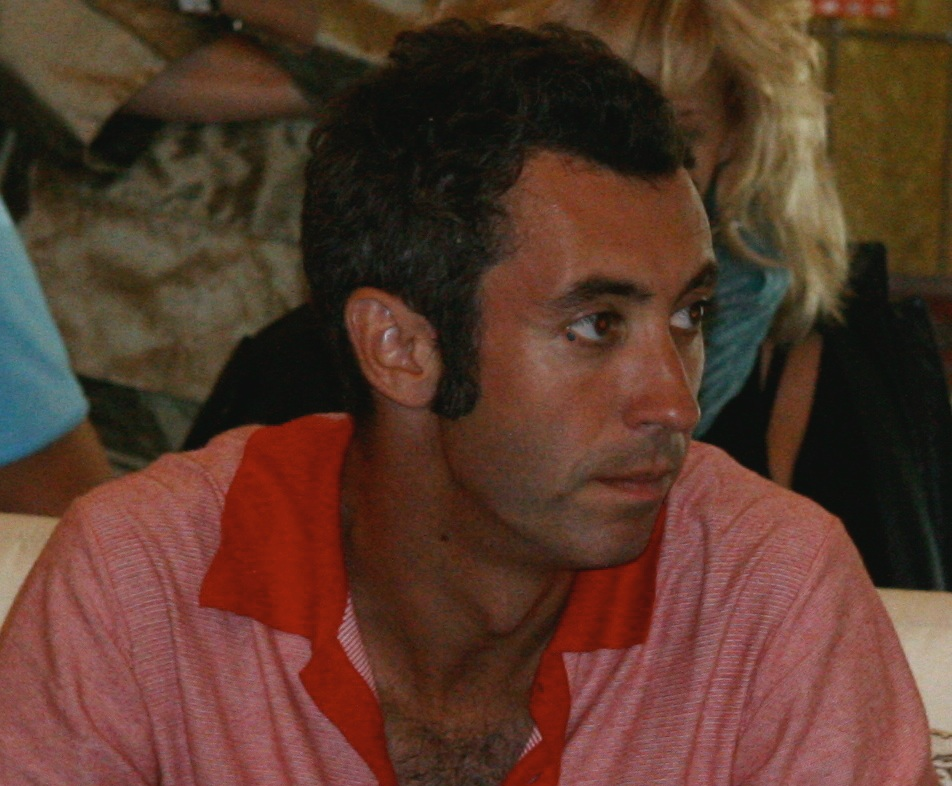
Paolo Kessisoglu, interprete di Paolo Bitta

Paolo Bitta è il responsabile dell'ufficio vendite; nonostante questa posizione all'interno dell'azienda, è solito passare le giornate alla macchinetta del caffè assieme al collega e migliore amico Luca, in genere non facendo nulla o tirando brutti scherzi agli altri colleghi, in particolare a Silvano. Ignorante, erotomane, irresponsabile e alcolizzato, è noto tra i colleghi tanto per i suoi comportamenti ampiamente amorali (e spesso illegali) quanto per la sua incredibile abilità nelle vendite, tale da portarlo ad autodefinirsi "un uomo chiamato contratto"; questa bravura è anche l'unico motivo della sua permanenza in azienda per oltre quindici anni nonostante i frequenti richiami dei dirigenti e i vari problemi con la legge. È sposato da anni con Valeria, dalla quale ha avuto due figli, Brad e Jonathan; la loro è una famiglia totalmente disfunzionale, poiché i due coniugi si tradiscono in continuazione (sebbene Paolo si professi profondamente innamorato di Valeria) e i figli si sono mostrati degli inguaribili teppisti sin dalla tenera età, cosa che in verità rende Paolo molto orgoglioso in quanto ritiene che abbiano preso da lui, sebbene, con il tempo, il primogenito Jonathan abbia messo la testa a posto, con grande disappunto del padre. Nonostante l'attaccamento alla famiglia e alla sua professione, le più grandi passioni di Paolo sono tre: la sua Alfa Romeo, il suo camper e i Pooh. È infatti un appassionato alfista, al punto da rifiutarsi di avere a che fare con vetture di qualsiasi altro marchio, e tiene più di qualsiasi altra cosa al mondo alla sua auto, che modifica ed elabora in continuazione assieme a due suoi amici, l'energumeno albanese Budello e il suo carrozziere di fiducia Pino, che è anche il produttore e fornitore della sua grappa preferita. Il suo stile di guida spericolato, sopra le righe e spesso in stato di ebbrezza (spesso si ubriaca anche al lavoro, bevendo grappa dalla sua inseparabile fiaschetta) è la principale causa dei suoi guai con la legge e di una sorta di guerra che è nata tra lui e la polizia urbana. Paolo è poi un accanito camperista: obbliga puntualmente la sua famiglia a trascorrere ogni anno le ferie a bordo del suo camper superaccessoriato e la sua rivista preferita, nonché l'unica sua lettura, è il mensile Camper Magazine. La sua passione per i Pooh è tale da fargli conoscere a memoria tutte le loro canzoni e qualsiasi cosa che li riguardi (dimostra addirittura di sapere più cose sui Pooh di loro stessi), da spingerlo a non perdere nemmeno un loro concerto e da fargli provare un grande disprezzo per Riccardo Fogli, colpevole di aver abbandonato il gruppo; gli stessi Pooh lo hanno definito più volte il loro fan numero uno, se non addirittura "il quinto Pooh". Nutre poi un'ossessione maniacale per la sua penna a quattro colori, regalatagli dal padre, che usa per firmare i suoi contratti e per scrivere qualsiasi cosa, nonostante da anni l'unico colore funzionante sia il rosso. Particolarmente inacculturato e rasentante l'analfabetismo (impiega più di venti minuti per leggere una decina di parole), non riesce nemmeno a pronunciare correttamente i proverbi, limitandosi a ripetere due volte la parte iniziale di ciascuno, come ad esempio "Chi la fa... la fa". Nonostante le critiche di amici e colleghi, è solito vedere tutti i suoi numerosi difetti come delle grandi qualità: l'unica sua particolarità di cui si vergogna è il fatto di possedere un solo testicolo, il destro, avendo perso l'altro in circostanze misteriose e tuttora ignote. Nonostante questa menomazione le sue prestazioni sessuali sono considerate leggendarie: le sue conquiste femminili sono numerose, tenta di sedurre praticamente qualsiasi donna incontri ed anche in azienda è spesso intento a tentare approcci con le colleghe, in particolare con la dirigente Gaia, senza però sortire alcun risultato; è solito poi frequentare un gran numero di prostitute, tra cui la sua preferita è una ragazza di nome Maruska. Nel corso del tempo Paolo resta abbastanza indifferente ai cambiamenti che avvengono nell'azienda: durante la fusione mantiene il suo posto di lavoro ed entra in competizione con Carminati, energico responsabile vendite della Digitex, mentre a seguito dell'acquisizione cinese viene affiancato da Stefano, giovane responsabile delle vendite online. È interpretato da Paolo Kessisoglu (stagioni dalla 1 alla 6).

### Luca Nervi

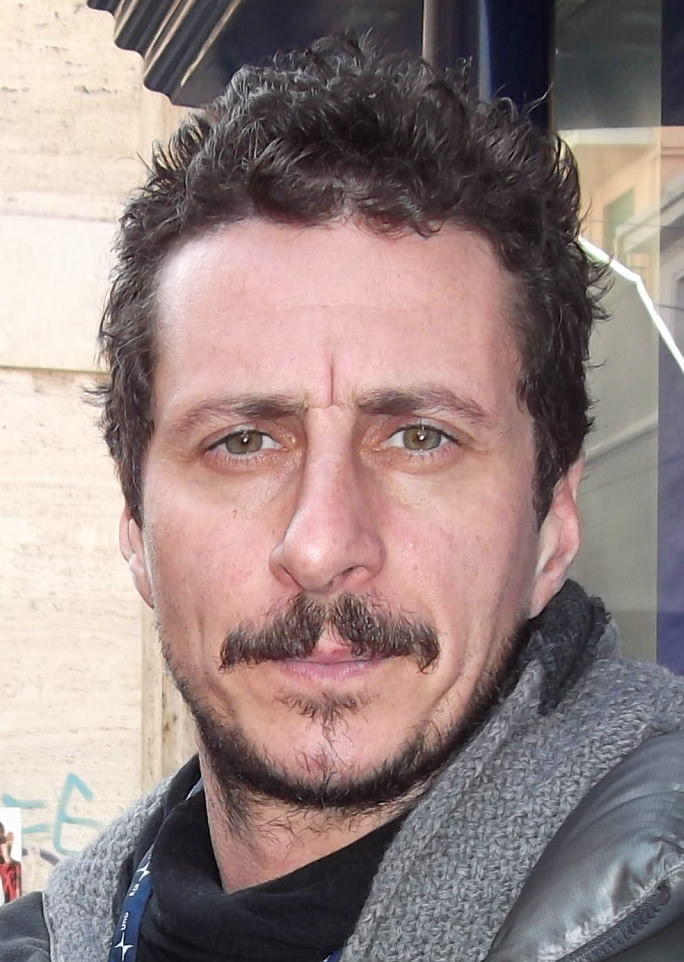
Luca Bizzarri, interprete di Luca Nervi

Luca Nervi è il responsabile dell'ufficio acquisti, nonché rappresentante sindacale aziendale. Nonostante questa sua ultima qualifica e nonostante dichiari continuamente di avere come obiettivo il "rompere i maroni alla direzione", si mostra spesso sottomesso ai dirigenti e facilmente corruttibile, anteponendo quasi sempre i propri interessi e il proprio guadagno al benessere dei colleghi e, in generale, dell'azienda. Sebbene si professi comunista, fedele seguace della filosofia di Karl Marx e degli ideali di Che Guevara, è stato più volte mostrato come in realtà sia piuttosto benestante, possedendo terreni agricoli, bestiame e soldi su conti esteri e vivendo in un appartamento arredato con oggetti di lusso e piuttosto costosi; è inoltre un inguaribile taccagno, al punto tale da farsi offrire in continuazione il caffè dai colleghi e da utilizzare una vecchia Vespa ereditata da suo zio come unico mezzo di trasporto. È il migliore amico di Paolo (che lo chiama sempre con il soprannome di "Bubino"), con il quale passa le giornate alla macchinetta del caffè evitando il lavoro. Nel tempo libero ama collezionare sassi dipinti da lui stesso ed è un appassionato cinefilo, avendo una grande conoscenza dell'industria cinematografica che spazia dai film d'autore in bianco e nero al cinema contemporaneo, senza disdegnare allo stesso tempo i film pornografici fornitigli da Paolo. Oltre che per questi passatempi, in azienda è noto per le sue relazioni disastrose con il gentil sesso: dopo aver divorziato da sua moglie Lidia, ha intrapreso un'altalenante relazione con la collega Alex, la quale non manca di tradirlo anche con perfetti sconosciuti date le sue pessime prestazioni sessuali. Luca stesso non considera Alex la donna della sua vita, frequentandola per paura di rimanere solo e preferendo invece tentare approcci con le colleghe Emma e Maria Eleonora, più vicine a lui dal punto di vista culturale. Durante il processo di fusione con la Digitex, per non perdere il lavoro finge di aver avuto un infarto ingigantendo una lieve aritmia cardiaca avuta durante le ferie. Dopo la mancata fusione riesce a convolare a nozze con Alex, che nel frattempo ha abbandonato la sua vita sregolata, ma il matrimonio termina dopo poco tempo in un divorzio a causa dell'ennesimo tradimento di lei; nel mentre fonda la cooperativa sociale Il bracciolo dell'amicizia, con la quale sfrutta in nero la manodopera dei migranti africani dietro l'apparenza di solidarietà e di promessa di un permesso di soggiorno. È interpretato da Luca Bizzarri (stagioni dalla 1 alla 6).

## Introdotti nella prima stagione

### Giovanna Caleffi
Giovanna Caleffi è la centralinista dell'azienda; in quanto tale non lavora al diciassettesimo piano ma al centralino al piano terra, anche se è solita salire negli uffici per prendere un caffè con i colleghi ed inviare messaggi, spesso ironici, attraverso l'interfono. È una giovane ragazza molto attraente, oggetto delle discutibili attenzioni di tutti gli uomini dell'ufficio: consapevole di ciò, Giovanna non esita a ricorrere al suo fascino per ottenere dei favori o dei vantaggi in azienda. È l'impiegata più giovane dell'ufficio ed è stata assunta con un contratto part time, cosa che le rende difficile arrivare a fine mese: a tal proposito ha più volte fatto richiesta a De Marinis per un aumento, senza però sortire risultati trovandosi costretta ad arrotondare in vari modi, ad esempio organizzando mercatini in area relax, posando per delle riviste a luci rosse o lavorando come centralinista anche di notte in linee erotiche. È solita vestire in maniera sportiva e indossa sempre delle bandane per mascherare un problema piuttosto grave di forfora, apparentemente risolto durante la fusione con la Digitex. A seguito della mancata fusione lascia l'azienda venendo sostituita da Chiara. È interpretata da Giovanna Rei (stagioni dalla 1 alla 4).

### Alex Costa
Alessandra "Alex" Costa è la segretaria amministrativa dell'azienda. In ufficio è nota per il suo abbigliamento sensuale e provocante, per il suo carattere ribelle e per la vita sregolata che conduce: è avvezza all'abuso di alcool e droghe di qualsiasi genere, è un'assidua frequentatrice di rave parties e non manca di praticare sesso occasionale anche con perfetti sconosciuti. Ha un fratello, Enrico, finito in prigione per possesso di droga. Nel corso della prima stagione inizia una relazione con Luca per poi tradirlo in continuazione, reputandolo troppo noioso e incapace a letto; non le importa nemmeno se è lui a tradirla, purché non sia con una collega dell'ufficio. Nonostante ciò è molto gelosa del fidanzato, non esitando a venire alle mani per "difendere" la sua relazione. Durante le prime stagioni è solita fare gruppo con Patti e Anna, anche loro segretarie dell'azienda, in genere per lamentarsi degli uomini o dei loro superiori, solitamente Ilaria e De Marinis. Durante la quinta stagione, in vista del matrimonio con Luca, sembra aver iniziato a vestirsi in modo più sobrio ed aver abbandonato la vita di eccessi per dedicarsi completamente al loro futuro, diventando però se possibile ancora più gelosa e possessiva. Il matrimonio finisce presto in un divorzio a causa dell'ennesima scappatella di Alex: a seguito di ciò i due, continuando a lavorare assieme, non mancano di litigare per qualsiasi inezia. È interpretata da Sabrina Corabi (stagioni dalla 1 alla 6).

### Gaia De Bernardi
Gaia De Bernardi è la vicedirettrice marketing dell'azienda e, in quanto tale, è la diretta sottoposta di Ilaria, con cui è eternamente in conflitto: le due infatti non si sopportano minimamente, competendo e spesso danneggiandosi a vicenda per qualsiasi inezia; mentre Ilaria può contare su un grado superiore nell'organigramma e sull'esperienza acquisita negli anni di lavoro, Gaia fa affidamento sulla giovane età e sul sex-appeal, che più di una volta ha sfruttato come carta vincente negli affari. Le poche volte che le due hanno collaborato è stato in genere per far fronte a qualche rivale comune, come ad esempio Jessica, o per mettere in riga Luca e Paolo. Proprio di quest'ultimo Gaia è il principale interesse erotico, ma i suoi continui e maldestri tentativi di approccio si risolvono costantemente in un nulla di fatto o, più sovente, in varie e comiche umiliazioni. Durante la fusione con la Digitex Gaia viene trasferita all'azienda rivale, fidanzandosi anche con uno dei dirigenti: ciò le attira contro l'antipatia dei suoi vecchi colleghi, che non esitano a parlar male di lei alle sue spalle. È interpretata da Roberta Garzia (stagioni dalla 1 alla 4).

### Augusto De Marinis
Augusto De Marinis è il direttore dell'azienda. È la persona che ricopre il grado più alto all'interno dell'ufficio, secondo solo al presidente, pertanto è il soggetto più temuto da gran parte degli impiegati, eccetto i soli Andrea, Vittorio e, in seguito, Geller e la dottoressa Corte. Uomo d'altri tempi, pur professandosi un buon cristiano ha spesso e volentieri atteggiamenti discriminatori, denigratori e classisti verso gli altri, eccetto quando ciò comporterebbe un danno d'immagine, oltre che economico, all'azienda. Nonostante l'età è molto grintoso ed energico, non sopportando l'inettitudine di alcuni suoi impiegati: quando scopre qualche pasticcio da loro combinato o li sorprende mentre non stanno lavorando, è solito apostrofarli con un rabbioso e sprezzante "Cretino!", diventato la sua espressione iconica. La sua totale dedizione al lavoro si riflette negativamente sulla sua vita privata: sposato con una donna di nome Rossella, ha quattro figli di cui uno ha tentato di ucciderlo, mentre ha provato a inserirne in azienda un'altra, Chiara, con esiti disastrosi. Nonostante il suo matrimonio duri da anni è solito tradire la moglie con donne anche di dubbio gusto; inoltre, la sua relazione illegittima con la madre di Silvano è nota a tutti in azienda, eccetto che a Silvano stesso. Ormai vicino all'età pensionabile, durante la fusione con la Digitex decide di rimanere per poter aiutare l'azienda con la sua esperienza, mentre a seguito dell'acquisizione cinese è entrato in prepensionamento, pur mantenendo il suo ruolo. Il personaggio di De Marinis era stato inizialmente tratteggiato dagli autori italiani sulla base di quello di Jean-Guy Lecointre, il direttore interpretato da Gérard Chaillou nella serie originaria Caméra Café. È interpretato da Renato Liprandi (stagioni dalla 1 alla 6), il quale ha anche caratterizzato il personaggio di sua iniziativa, prendendo spunto da alcuni tratti presenti in un capoufficio con cui aveva realmente avuto a che fare durante il suo precedente lavoro di disegnatore in Lancia.

### Patti D'Imporzano

Silvano (Alessandro Sampaoli) e Patti (Debora Villa)

Patrizia D'Imporzano, detta Patti, è la segretaria personale di Ilaria. Malgrado il carattere solare e gentile, è riconosciuta all'unanimità come donna più brutta dell'ufficio e ciò le causa non pochi problemi amorosi, visto che viene rifiutata da praticamente qualsiasi uomo la veda eccetto Silvano, col quale ha una tanto platonica quanto altalenante e a tratti comica relazione. Nonostante il loro legame, non è raro che Patti tenti di avvicinare qualsiasi altro uomo senza mai sortire risultati, sia a causa del suo aspetto fisico, accentuato da un pessimo gusto nel vestire, che della scarsa intelligenza. In ufficio è spesso vista sovraccarica di lavoro propinatogli dalla sua responsabile, Ilaria, che Patti reputa essere la persona più esigente dell'azienda e della quale si lamenta in continuazione con le colleghe Alex e Anna: ciò la porta ad avere delle vere e proprie crisi isteriche che solitamente si ripercuotono su Silvano; è poi uno dei bersagli preferiti degli scherzi di Luca e Paolo. Vive da sola in un appartamento con la sua gatta, Marilyn; nel tempo libero ama scrivere poesie (solitamente melense e in generale di bassa qualità), si allena a riprodurre il verso del gabbiano, animale per cui ha una vera e propria passione, e si impegna in attività di volontariato e beneficenza, tra le quali l'assistenza in un centro anziani. Ha una sorella, Elisabetta detta Titti, più carina di lei ma di contro, se possibile, ancora più stupida e superficiale, che ha lavorato per qualche tempo in azienda per poi fuggire dopo che De Marinis si è infatuato di lei. Durante la fusione Patti viene affiancata alla nuova dirigente Maria Eleonora oltre che a Ilaria, obbligandola a svolgere il doppio del lavoro. Dopo la mancata fusione Silvano e Patti scoprono di aspettare un figlio, e ciò porta la ragazza a nuovi livelli di nervosismo che finiscono per ripercuotersi, ovviamente, sul fidanzato. A seguito dell'acquisizione cinese Patti lascia l'azienda per dedicarsi alla crescita del bambino. È interpretata da Debora Villa (stagioni dalla 1 alla 5).

### Olmo Ghesizzi

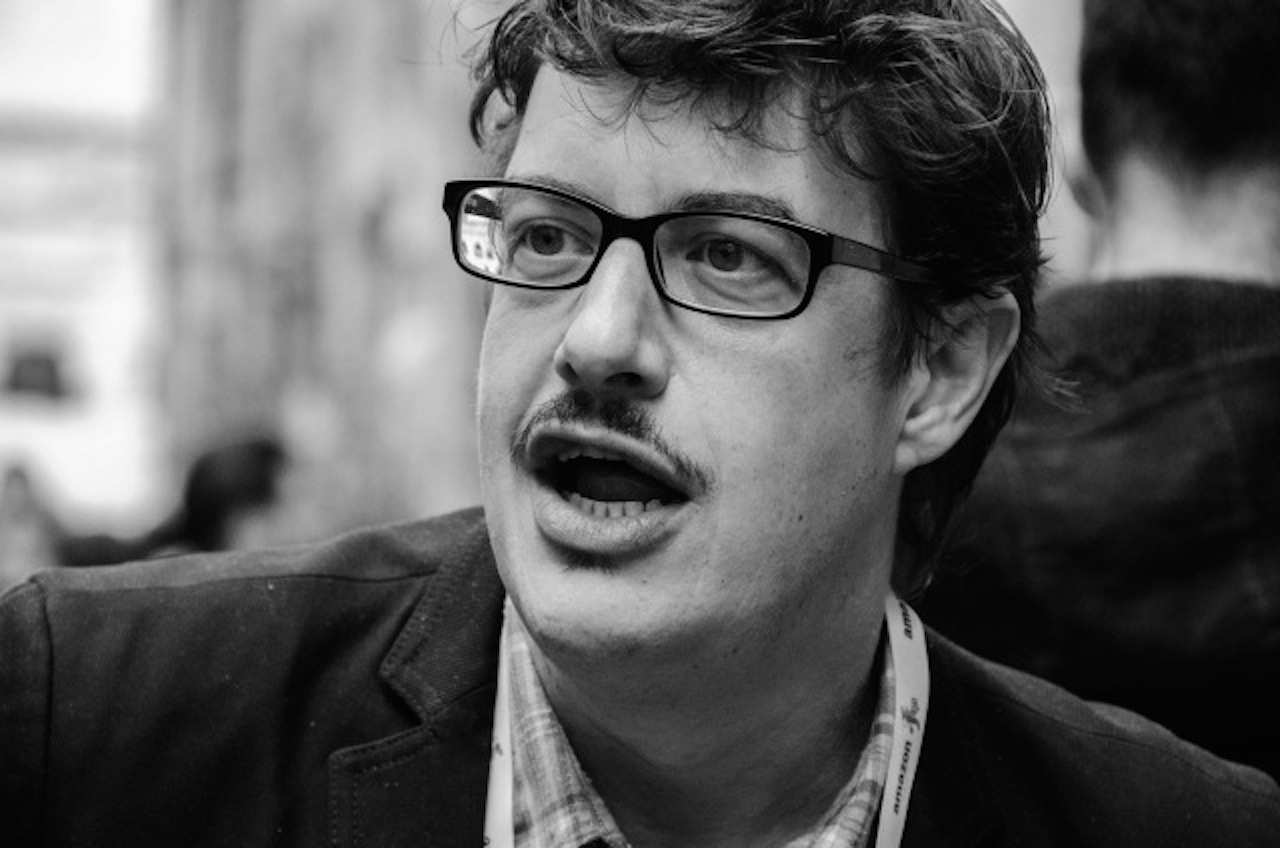
Carlo Gabardini, interprete di Olmo

Olmo Ghesizzi è il responsabile informatico dell'azienda, assunto con un contratto a tempo determinato. Grande amante del cibo e visibilmente in sovrappeso, non è raro vederlo intento a mangiare in area relax e, specialmente nelle prime stagioni, è solito spostarsi tra gli uffici con un monopattino o un segway. Veste sempre con camicie hawaiane e, a dispetto della mole fisica, è un surfista professionista molto abile. Costantemente in bolletta, talvolta si riduce a dormire in azienda per risparmiare su luce e gas, situazione è dovuta anche al fatto che Olmo è un ragazzo padre: ha avuto il figlio Primo, a detta sua, da Giada De Blanck, anche se in azienda nessuno crede alle sue parole. Non potendo permettersi una babysitter, spesso Olmo porta Primo al lavoro con lui e lo "deposita" nella sala server dell'azienda, nonostante i divieti di De Marinis, oppure lo affida ai colleghi di lavoro, ad esempio ad Anna, per cui Olmo ha un debole. Durante la fusione Olmo si trova a concorrere per il posto di lavoro con l'esperto informatico della Digitex, il quale, a differenza sua, ha un contratto a tempo indeterminato. Dopo la mancata fusione si vede un Olmo ancora impiegato in azienda, decisamente dimagrito, abbigliato in maniera più consona al lavoro ed apparentemente senza problemi di denaro per mantenere lui e suo figlio. Dopo l'acquisizione cinese Olmo non appare più in azienda. È interpretato da Carlo Gabardini (stagioni dalla 1 alla 5).

### Jessica
Jessica è una giovane dirigente temporaneamente trasferitasi dalla filiale di Londra. Ragazza affascinante e sportiva, è solita recarsi al lavoro in bicicletta e proporre a De Marinis idee e iniziative volte a migliorare la produttività dell'azienda, sostenendo che nelle filiali estere ottengano buoni risultati: tali iniziative, che spaziano da un timer per l'utilizzo della macchinetta del caffè a una passeggiata sui carboni ardenti in area relax, si riconducono puntualmente a dei disastri causati tanto dall'incompetenza degli impiegati quanto dai capricci dei piani alti. Oggetto di un'inutile corte da parte di Luca e Paolo, non unisce mai il piacere al lavoro, dimostrandosi sempre professionale e competente e ottenendo così l'invidia delle altre due dirigenti Gaia e Ilaria, che sovente si alleano per sabotarla. Lasciata l'azienda tra la seconda e la terza stagione, ritorna per un colloquio dopo l'acquisizione cinese, notando che, nonostante i vari cambiamenti avvenuti e gli anni passati, Luca, Paolo e Silvano sono rimasti fondamentalmente gli stessi. È interpretata da Jessica Polsky (stagioni 1 e 2, ospite nella 6).

### Pippo Lo Cascio
(Tipico scambio di battute tra Pippo e i colleghi.)
Giuseppe Lo Cascio, chiamato solamente Pippo, è il fattorino aziendale. Dichiaratamente omosessuale e dal carattere scontroso e acido, è per tali motivi mal sopportato da Luca e Paolo, i quali, ogni volta che lo incontrano, talvolta affiancati da colleghi e anche dirigenti, lo spediscono in bagno, luogo dove effettivamente trascorre gran parte del suo tempo. Riesce a legare molto bene con tutte le donne dell'azienda, data la sua grande conoscenza di moda, make-up e, in generale, di argomenti tipicamente considerati femminili; l'unica con cui ha qualche problema a rapportarsi è Wanda, dato che questa, a causa delle sue idee antiquate, si ostina a vedere la sua condizione sessuale come una malattia. Nonostante ciò ha più volte preso le distanze dal genere femminile anche sul piano ideologico e disprezza quelli che si fingono amici degli omosessuali solo per questioni d'immagine. È interpretato da Massimo Costa (stagioni dalla 1 alla 6).

### Anna Murazzi
Anna Murazzi è la segretaria personale di De Marinis. Divorziata da tre anni dal violento marito Guglielmo, si è ritrovata a dover crescere da sola i suoi due figli, Lisa di sette anni e Marco di cinque, e non è raro vederla chiedere degli aumenti alla dirigenza o dei prestiti ai colleghi per arrivare a fine mese; inoltre chiede regolarmente a De Marinis di concederle i venerdì pomeriggio liberi per passare del tempo con i figli, cedendo puntualmente ai ricatti del direttore per ottenere e conservare tali concessioni. Nonostante le ristrettezze economiche è totalmente incapace di gestire le finanze familiari, preferendo comprare vestiti e accessori di moda che non cibo e beni primari per lei e i figli. È particolarmente esigente in fatto di uomini: nonostante l'infatuazione di Olmo verso di lei, Anna pretende di uscire solo con uomini affascinanti e benestanti e in particolare rifiuta qualsiasi uomo che non sia compatibile con il suo segno zodiacale; ciò la porta a incontrare quasi sempre uomini violenti o, nell'ipotesi migliore, già sposati. Si è spesso dimostrata ingenua e non particolarmente sveglia, finendo per essere puntualmente raggirata dai colleghi. È interpretata da Giorgia Cardaci (stagioni 1 e 2, ospite nella 3).

### Andrea Pellegrino
Andrea Pellegrino è l'autista personale del presidente. È una delle persone più temute dagli impiegati, non tanto per il suo ruolo ma per la sua indole violenta e litigiosa: è infatti solito malmenare chiunque dica o faccia qualcosa a lui sgradito, come prendere in giro la sua calvizie, e anche i dirigenti ogni tanto gli chiedono di punire i comportamenti irrispettosi degli impiegati; tra le sue vittime più frequenti figurano Luca, Paolo e Silvano, anche se, talvolta, questi siano riusciti a prendersi qualche rivincita. È inoltre un pugile professionista e, a riprova della sua ferocia, tutti i suoi avversari finiscono sconfitti e ricoverati in ospedale. Tra i suoi metodi preferiti vi sono l'afferrare il malcapitato di turno per il collo e sbatterlo violentemente con la testa contro la macchinetta del caffè, l'utilizzo di una mazza da baseball con cui gira spesso in azienda e l'aizzare contro la vittima il suo pitbull Pietà, chiamato così perché è l'unica parola che le persone riescono a dire quando lo vedono e al quale è molto affezionato. Le uniche persone a non temere Andrea sono De Marinis e Geller, per ovvi motivi di gerarchia, e la guardia notturna Vittorio. Il suo arrivo in area relax è solitamente annunciato dallo scricchiolio delle sue scarpe, che in genere basta per terrorizzare i colleghi. Durante la fusione diventa l'autista aziendale, in quanto il nuovo presidente si sposta solo in elicottero, ruolo che mantiene con l'acquisizione cinese. Con il passare degli anni, inoltre, pur mantenendo le sue rudi maniere, inizia a mostrare anche comportamenti più umani, soprattutto sul versante sentimentale. È interpretato da Paolo Bufalino (stagioni dalla 1 alla 6).

### Silvano Rogi
Silvano Rogi è uno dei contabili dell'azienda: uno dei pochi impiegati realmente attaccati al loro lavoro, proviene da una famiglia in cui tutti hanno svolto la professione di contabile, ha ereditato la passione per la contabilità dal padre e possiede eccezionali abilità nel calcolo mentale, che lo rendono più veloce persino di una calcolatrice. Di contro, caratterialmente si dimostra molto ingenuo, infantile e imbranato nelle relazioni sociali: vive ancora con l'iperprotettiva e tirannica madre, Susanna, verso la quale nutre un attaccamento che sfocia in un vero e proprio complesso di Edipo; gli unici programmi televisivi che guarda sono i documentari e i cartoni animati degli anni '70 e '80, dei quali conosce a memoria tutte le sigle; le sue serate si risolvono sovente in partite di Scarabeo con l'onnipresente madre e l'anziana vicina di casa, la signora Bollini; è infine solito usare l'esclamazione "togo!" quando qualcosa gli piace particolarmente, malgrado i colleghi reputino fastidioso e infantile tale modo di dire. Tutto ciò lo porta a essere soggetto di mobbing, se non di vero e proprio bullismo, da parte dei colleghi, anche se a volte riesce a prendersi qualche rivincita grazie alla sua intelligenza: bersaglio preferito degli scherzi di Luca e Paolo, non è raro che i due gli impongano di inserire nei rimborsi spese aziendali i loro acquisti privati. Paradossalmente è piuttosto benvoluto per la sua sensibilità dalle donne dell'azienda e in particolare da Patti, con la quale intraprende una relazione sentimentale: tuttavia mentre Silvano è fedele e refrattario a tutto ciò che riguarda il sesso, Patti non si fa problemi a flirtare anche con altri uomini per ingelosirlo e a lanciargli allusioni e frecciatine che Silvano, puntualmente, non coglie. Dopo la mancata fusione Patti scopre di essere incinta, con somma gioia dei due; dopo l'acquisizione cinese si scopre che la madre di Silvano è morta e il bambino, battezzato Susanno in sua memoria, è spesso affidato alle cure dei Bitta, vicini di casa dei neogenitori, con gran preoccupazione di Silvano e Patti. È interpretato da Alessandro Sampaoli (stagioni dalla 1 alla 6).

### Wanda Sordi

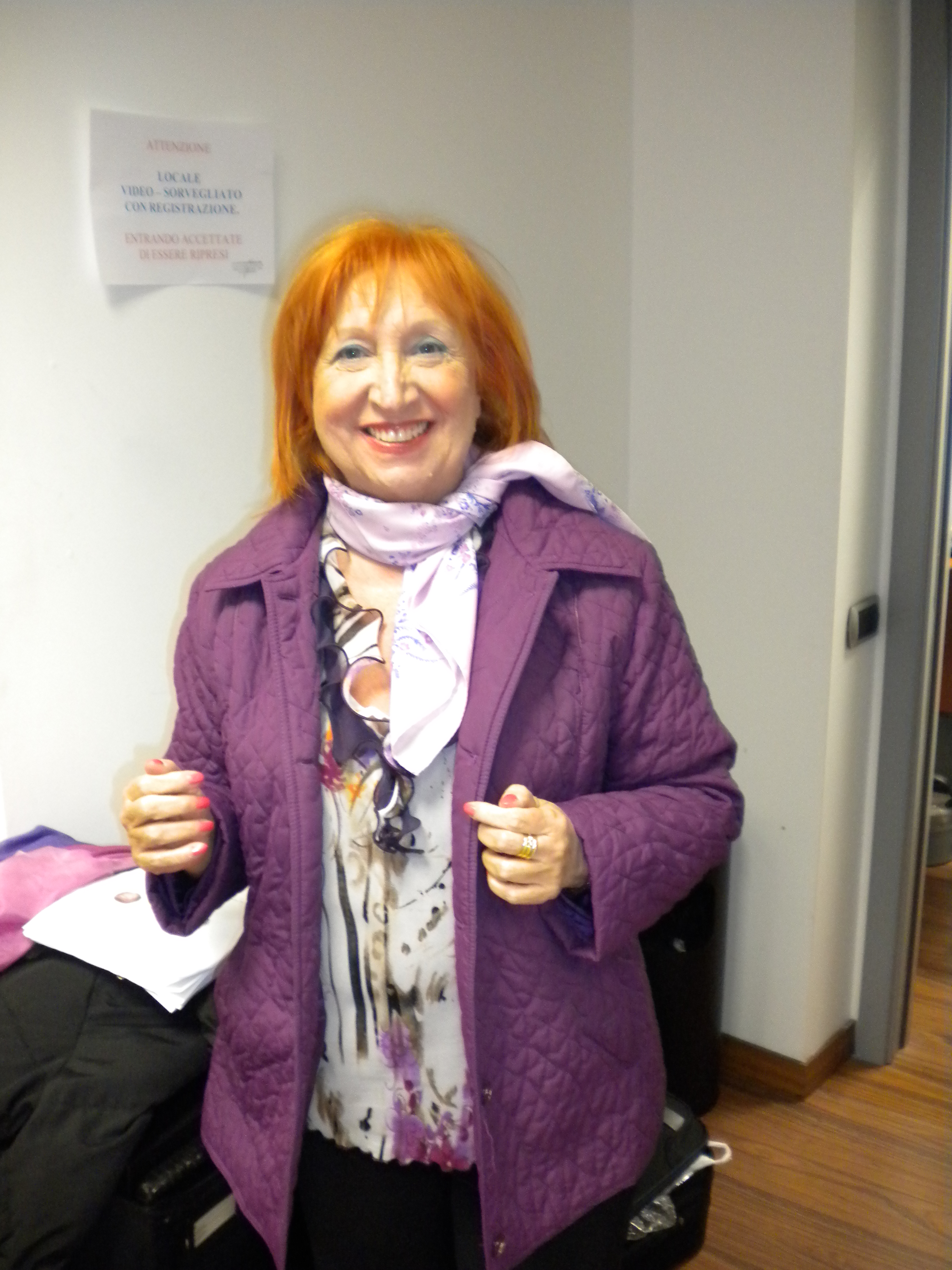
Margherita Fumero, interprete di Wanda

Wanda Sordi è la stagista aziendale, assunta dopo essersi laureata all'Università della Terza Età. Malgrado sia ultrasessantenne, in qualità di stagista viene obbligata a svolgere i lavori più ingrati e pesanti, come spostare i boccioni dell'acqua dal piano terra al diciassettesimo, o anche mansioni che non hanno nulla a che vedere con l'azienda, ad esempio lucidare l'auto di Paolo, pulire la poltrona di Gaia o spolverare la collezione di sassi dipinti di Luca. Consapevole di occupare un livello basso nella gerarchia aziendale, appare solitamente simpatica, remissiva ed educata, dando a tutti del "signore" o della "signorina", ma quando perde la pazienza sa anche mostrarsi cinica e sgarbata; è poi una delle poche persone a essere riuscita a intimorire Andrea. Nonostante l'età si sente ancora una ragazzina e per tale motivo è soggetta a facili infatuazioni, come ad esempio con Luca, Paolo e Anselmo. È interpretata da Margherita Fumero (stagioni dalla 1 alla 6).

### Ilaria Tanadale
Ilaria Tanadale è la direttrice marketing dell'azienda. Seconda nella gerarchia aziendale solo a De Marinis, è consapevole che, in quanto donna, il suo è il massimo ruolo che può ambire all'interno dell'organigramma, sebbene si sia a volte dimostrata più competente del direttore stesso. Nonostante le sue abilità è spesso messa in difficoltà dall'incompetenza della sua segretaria, Patti, o dalla rivalità della vicedirettrice marketing Gaia: le due si disprezzano apertamente ma, mentre Gaia può sfruttare la minor età e la bellezza, Ilaria ha a sua favore l'esperienza e la posizione gerarchica, con le quali riesce solitamente a spuntarla. Pur essendo oggettivamente una donna di bell'aspetto, è bollata come una zitella di mezz'età a causa del suo carattere acido, autoritario e prepotente e della sua totale dedizione al lavoro. che le impediscono di avere una relazione stabile da anni, sebbene, come rivelato da Patti, sia solita approfittare della compagnia di gigolò. Durante la fusione con la Digitex Ilaria si trova a dover competere con Maria Eleonora, dirigente arrivata a sostituire Gaia e ancora più giovane e indipendente della vecchia rivale. A seguito della mancata fusione Ilaria non compare più in azienda. È interpretata da Claudia Barbieri (stagioni dalla 1 alla 4).

### Vittorio Ubbiali
Vittorio Ubbiali è la guardia notturna dell'azienda. Rissoso, violento e aggressivo, non si fida di nessuno e minaccia urlando con la pistola d'ordinanza puntata chiunque si trovi in ufficio dopo l'orario di lavoro per farsi mostrare il badge identificativo; paradossalmente, quando capita che si presentino dei veri malintenzionati, li lascia passare senza problemi credendoli impiegati o tecnici. È l'unico personaggio a essersi dimostrato persino più ignorante di Paolo, mostrando inoltre grossi problemi di dislessia: lui stesso ha ammesso di aver impiegato sette anni per completare le scuole elementari, cambiando spesso istituto per via delle prese in giro dei compagni dovute all'aver interpretato una bambina in una pubblicità. Individuo piuttosto solitario, Vittorio è solito comunicare via walkie-talkie con un'altra guardia, Giovanni, usando dei nomi in codice, rispettivamente "Volpe di fuoco" e "Iena blu"; i suoi unici "amici" sono il suo fedele pastore tedesco Pierluigi, aggressivo quanto il padrone e che svolge anche lui il compito di guardiano, e la sua Beretta 92FS calibro 9, che tratta come se fosse una ragazza. Nella quarta stagione, Vittorio sembra essere l'unico dipendente dell'azienda che non è stato avvisato del processo di fusione con la Digitex: non riesce a capire il motivo della grande confusione e del viavai di persone nel palazzo e arriva a pensare che ci sia sotto qualcosa di losco. Dopo la mancata fusione e l'acquisizione cinese, Vittorio mantiene il suo ruolo come guardia. È interpretato da Riccardo Magherini (stagioni dalla 1 alla 6).

## Introdotti nella seconda stagione

### Nadia
Nadia è la psicologa assunta da De Marinis per stilare delle valutazioni psicologiche degli impiegati, così da fornirgli delle motivazioni valide per licenziarli. Si mostra sin da subito assoggettata alla volontà del direttore, arrivando a mentirgli su cosa realmente gli impiegati pensano di lui per compiacerlo. È interpretata da Carla Signoris (stagioni 2 e 3).

### Anselmo Pedone

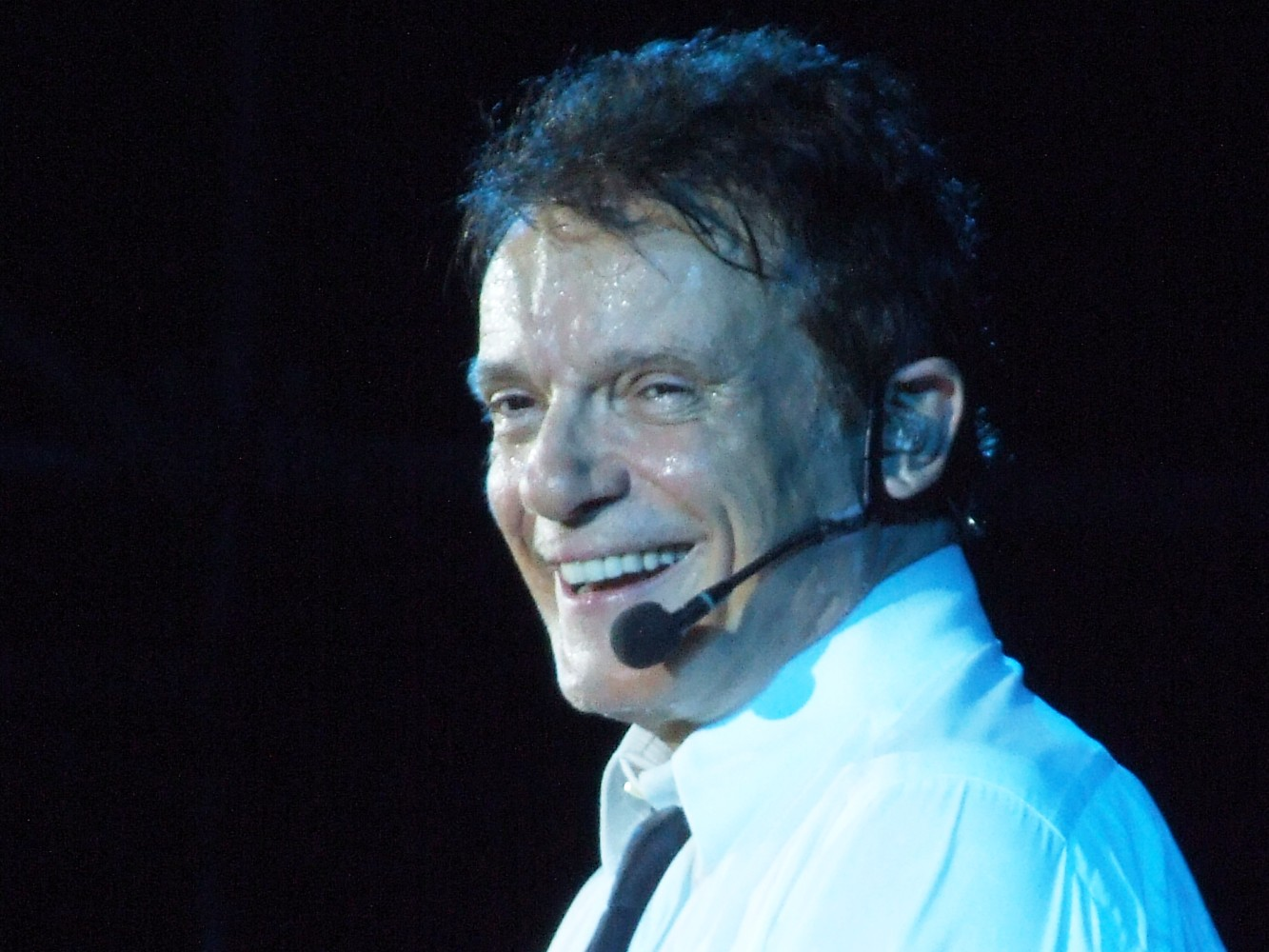
Massimo Ranieri, interprete di Anselmo

Anselmo Pedone è un impiegato di mezz'età che lavora all'ufficio acquisti. Affetto da evidente balbuzie, a causa del suo carattere tranquillo e remissivo è spesso vittima di soprusi da parte del suo responsabile, Luca, ed è visto come un fallito persino da sua moglie, alla quale è tuttavia legatissimo. Molto abile nel calcolo mentale, anche se non ai livelli di Silvano, si rivela essere fondamentale nell'ufficio acquisti, tanto che, durante un suo temporaneo trasferimento, il rendimento del suo settore è calato drasticamente. È interpretato da Massimo Ranieri (stagioni 2 e 3).

### Roberto
Roberto è il giovane stagista di Paolo. Contrariamente a tutti gli altri impiegati dell'azienda, Roberto vede il suo responsabile come una figura perfetta e irraggiungibile, imitandolo sia nella vita che nel lavoro; tuttavia, Paolo non apprezza questo suo modo di comportarsi e non manca di punire il ragazzo inviandolo alla filiale di Pescara per ogni minimo errore o per non aver seguito i suoi consigli. Nonostante i suggerimenti di Paolo si rivelino spesso fallaci, Roberto è l'unico uomo dell'azienda a essere riuscito ad avvicinare Giovanna. È interpretato da Michele Alhaique (stagioni 2 e 3).

## Introdotti nella terza stagione

### Emma Missale
Emma Missale è una giovane ragazza arrivata a sostituire Anna come segretaria personale di De Marinis. Laureata in scienze della comunicazione, è stata assunta con un contratto a tempo indeterminato contrariamente a molti suoi colleghi. Ragazza di bell'aspetto, simpatica e solare, lega molto velocemente con Alex, Giovanna e soprattutto con Patti, con la quale passa gran parte del tempo a scambiarsi pettegolezzi. A causa del suo aspetto fisico attira subito anche le attenzioni di Luca, che cerca in tutti i modi di approcciarla ed è l'unico uomo dell'azienda che prova a legare con lei, a causa di alcune voci non confermate che sostengono che sia bisessuale o lesbica. Durante la fusione compare molto raramente in azienda, per poi sparire definitivamente a seguito dell'acquisizione cinese, venendo sostituita da Arianna. È interpretata da Linda Gennari (stagioni 3 e 4).

## Introdotti nella quarta stagione

### Maria Eleonora Baù
Maria Eleonora Baù è la giovane ed energica vicedirettrice marketing giunta in azienda a sostituire Gaia, quest'ultima trasferita alla Digitex durante la fusione. Data la sua natura socievole e gentile, è l'unica dirigente con cui gli impiegati riescono a entrare in confidenza; è estremamente dedita al lavoro, non delega mai compiti di sua competenza agli altri e, anzi, spesso arriva a sobbarcarsi anche le fatiche altrui, attirandosi così le ire di Ilaria convinta che Maria Eleonora faccia tutto ciò solo per mostrarsi più competente di lei. Nonostante il suo carattere, è una maniaca dell'ordine e della precisione, arrivando a irritarsi anche per piccole cose (ad esempio quando gli altri non usano il suo nome completo, chiamandola semplicemente Eleonora), e le sue fissazioni spesso intimoriscono chi le sta davanti, impedendole di fare nuove amicizie. È inoltre solita raccontare aneddoti di suoi parenti ai quali sono successe le cose più disparate e surreali, trovandone uno per ogni situazione nonostante i colleghi non sembrino credere a nessuno di essi. Maria Eleonora è oggetto degli interessi amorosi di Luca per via delle loro passioni in comune, come il cinema e l'arte, anche se a volte, per far colpo su di lei, Luca si finge più acculturato di quanto non sia finendo puntualmente umiliato. È interpretata da Cecilia Cinardi (stagione 4).

### Michele Carminati
Michele Carminati è il responsabile vendite della Digitex e, in quanto tale, il diretto rivale di Paolo durante la fusione. Sempre allegro ed energico, è molto entusiasta riguardo all'unione delle due aziende e fa molto affidamento sul lavoro di squadra e sul team building, al contrario di Paolo, che reputandosi il migliore nel campo non accetta di porsi al suo stesso livello. Sposato e con due figli, in ufficio Carminati è sempre accompagnato, ovunque vada, dal suo team di venditori, da lui chiamati boys e vestiti esattamente come lui; riconoscendo le abilità di Paolo, non vedrebbe l'ora di includerlo nel suo team e tenta in tutti i modi di essere gentile e disponibile con lui, senza però ottenere risultati, e anzi non sono rare le occasioni in cui affiora la rivalità tra i due, occasioni che spesso si risolvono in scherzi di cattivo gusto, sfide o sabotaggi. È interpretato da Fabrizio Careddu (stagione 4).

### Caterina Farini
Caterina Farini è la responsabile della nursery aziendale della Digitex. È una bella ragazza che ha ottenuto il lavoro grazie a suo padre, il quale ha rinunciato alla liquidazione in cambio di un posto fisso per la figlia; paradossalmente Caterina odia il suo impiego, in quanto non sopporta i bambini, a cui deve badare indossando ridicoli e asfissianti costumi di peluche. Per questo motivo è solita chiuderli a chiave nella nursery per andare in area relax a bere un caffè, dove viene puntualmente intercettata da Luca e Paolo nei vani tentativi di conquistarla. In contrapposizione al bell'aspetto presenta un pessimo carattere, essendo molto fredda, apatica e cinica nei confronti di tutte le persone che incontra. È interpretata da Elena Santarelli (stagione 4).

### Guido Geller

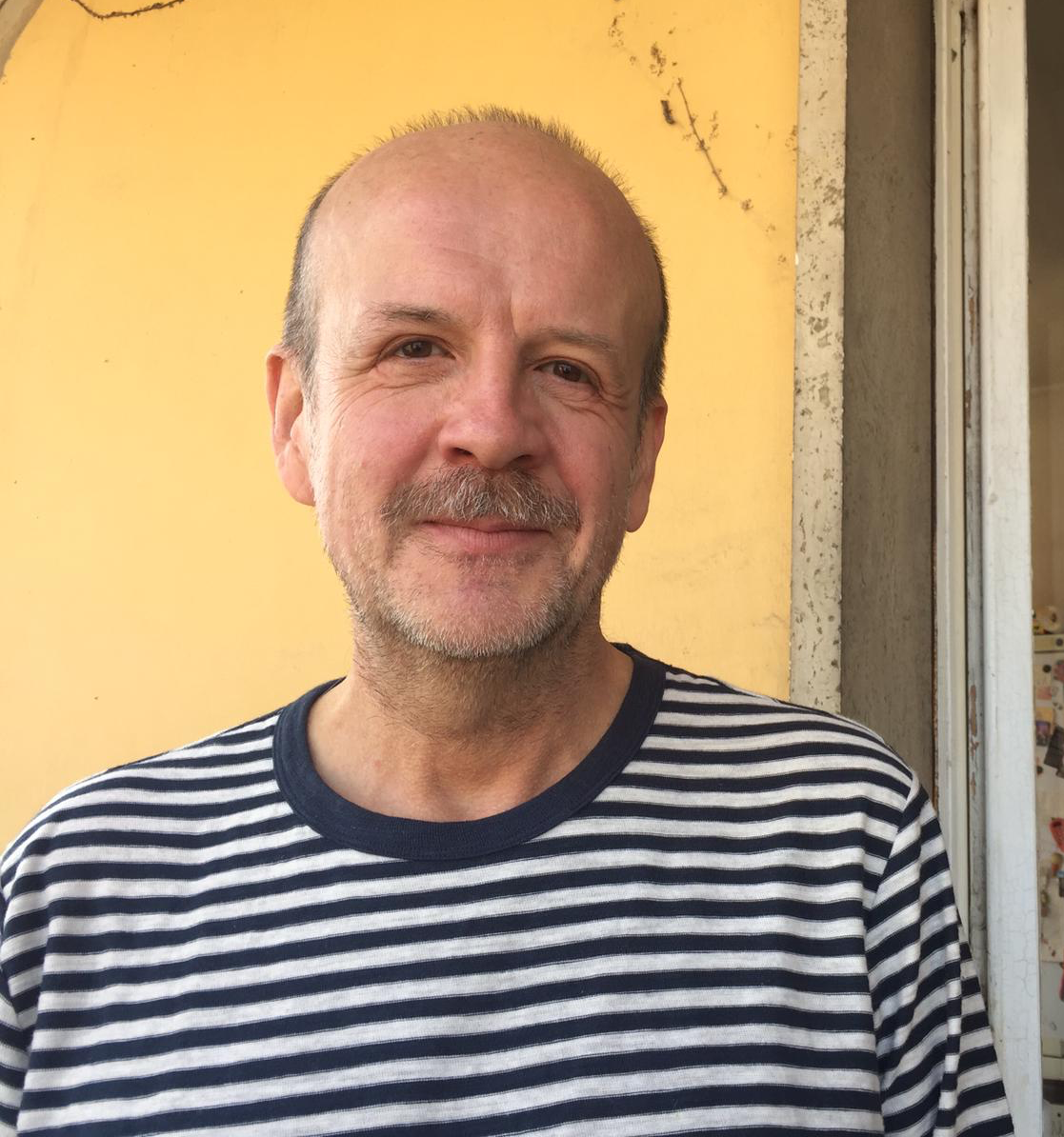
Roberto Accornero, interprete di Geller

Guido Geller, solitamente chiamato con il solo cognome, è il responsabile delle risorse umane, assunto direttamente dal presidente durante il processo di fusione per valutare quali dipendenti o dirigenti siano più adatti a rimanere nella nuova azienda e quali invece vadano licenziati. Essendo sottoposto solo al presidente e non a De Marinis o alla vecchia dirigenza Digitex e avendo un ruolo che gli permette di decidere del futuro sia dei dirigenti che dei normali impiegati, è diventato immediatamente la persona più temuta di tutta l'azienda. Si rivela sin da subito molto adatto a svolgere il suo compito, mostrandosi freddo, calcolatore, intelligente, professionale e incorruttibile; si esprime sempre in un linguaggio molto formale, sorride raramente e non ride praticamente mai, limitandosi a fare un buffo e breve risolino. Porta sempre con sé, nella tasca interna della giacca, un libretto rilegato in pelle rossa sul quale annota i vari comportamenti, perlopiù negativi, dei lavoratori; ogni volta che lo prende si sente il rumore di una spada estratta dal fodero ed è l'incubo dagli impiegati, che cercano ogni volta di ingraziarsi Geller per non finire "annotati", sempre senza successo. È in grado di valutare le attitudini e la psicologia di un individuo partendo dai dettagli più insignificanti, come una stretta di mano o brevi stralci di discussione, anche se talvolta propone ai dipendenti sfide e indovinelli per poterli valutare meglio. È sua abitudine spiegare alcune realtà aziendali attraverso racconti metaforici ambientati nell'antica Cina, che i lavoratori non comprendono mai e che in genere hanno un finale negativo per il dipendente di turno. Dopo la mancata fusione conserva il suo ruolo, diventando anche intermediario tra l'azienda e la presidenza dopo l'acquisizione cinese. È interpretato da Roberto Accornero (stagioni dalla 4 alla 6).

## Introdotti nella quinta stagione

### Gloria
Gloria è una segretaria arrivata in azienda dopo la mancata fusione. È una ragazza che contrappone una bellezza mozzafiato, che la rende bersaglio delle attenzioni discutibili degli uomini dell'azienda, a una colossale stupidità: dimentica facilmente tutto ciò che le viene spiegato, va nel pallone per una semplice richiesta di aiuto ed interpreta male qualsiasi cosa le venga detta, al punto che persino Paolo è più perspicace di lei a capire le situazioni; questa sua ingenuità la porta a essere facilmente raggirata dai colleghi. L'unica cosa che le riesce bene è sapere in ogni istante quale sia l'ora esatta, capacità che ha ereditato dalla nonna. Nonostante la sua bassa cultura generale, è leggermente meno ignorante di Paolo: una volta gli ha corretto un errore di ortografia e conosce il significato della parola "arguto", a differenza di lui. Parla con uno spiccato accento toscano e ogni volta che trova una cosa divertente emette una fastidiosa risata inspirata. È interpretata da Desy Luccini (stagione 5).

### Lucrezia Orsini
Lucrezia Orsini è una nuova dirigente arrivata in ufficio durante la crisi. È una quarantenne affascinante e spregiudicata, dal carattere morboso e maniacale, che si approccia all'altro sesso come una cougar. Chiamata a dirigere l'ufficio iniziative speciali, s'invaghisce pazzamente di Paolo, diventandone l'amante fissa contro la volontà di lui e trattandolo come il suo schiavo personale non appena ne ha l'occasione. Pur sapendo che Paolo è sposato e ha numerose avventure, ha intenzione di sposarlo appena possibile e non sono rari i tentativi di "sabotaggio" da lei ideati ai danni della famiglia Bitta. Luca cerca sempre, spesso inutilmente, di avvertire Paolo che Lucrezia, oltre a essere follemente innamorata di lui, a suo giudizio è totalmente pazza e pronta a tutto. È l'unica che è riuscita a mettere in difficoltà Geller, scommettendo con lui sulla totale mancanza di qualsivoglia abilità di Gloria. Dopo l'acquisizione cinese, Lucrezia non compare più in azienda. È interpretata da Roberta Nanni (stagione 5).

## Introdotti nella sesta stagione

### Stefano Ambrosini
Stefano Ambrosini è il responsabile delle vendite online, assunto dopo l'acquisizione cinese dell'azienda per estendere le vendite di C-14 tramite la rete. Nonostante la sua piena integrazione in azienda, Stefano è assunto a tempo determinato, ma non sembra farsi molti problemi per questo, in quanto considera il precariato come una filosofia di vita che rende più liberi. Pur facendo parte della generazione "millennials" dell'azienda, si considera e si comporta come un "nostalgico", cioè ha rispetto per il passato ed in parte lo ammira e lo rimpiange; un esempio eloquente di ciò è il fatto che è un grande ammiratore di Charlie Chaplin. Stefano apprezza molto il dover lavorare nel settore commerciale insieme a Paolo, al quale porta rispetto per la sua grande esperienza come venditore, pur consapevole della sua scarsa intelligenza; infatti, mentre Stefano è molto bravo nel suo lavoro usando la tecnologia, Paolo è decisamente più portato e abile nella vendita faccia a faccia. Sempre di buon umore e vestito alla moda, è solito esprimersi con un fresco e gioviale gergo giovanile (l'esclamazione che usa di più è "Bomba!"), motivo per cui viene rimproverato da Luca e Paolo, i quali però allo stesso tempo non esitano a chiedergli alcuni consigli sui social network. Pur comprendendo come i due protagonisti, rispetto a lui, siano oggettivamente antiquati e retrogradi in molti campi, non li prende in giro e non li evita per tale motivo, a differenza dei colleghi suoi coetanei; per questo motivo e per il suo interesse verso ciò che riguarda il passato, è di fatto l'unico dei nuovi arrivati in azienda ad aver legato con Luca e Paolo. Lui e Paolo si possono considerare quasi amici, mentre i tentativi di dialogo con Luca difficilmente vanno a buon fine, in quanto Luca rimane un fermo oppositore dei social e della modernità. Pur essendo un ragazzo di bell'aspetto e dai modi gentili, ha un rapporto piuttosto distaccato con tutti gli altri colleghi e non lo si vede praticamente mai corteggiare una collega (solo una volta ha portato Chiara a casa sua), così come non si sa nulla della sua vita privata. È interpretato da Marco Palvetti (stagione 6).

### Dottoressa Corte
La dottoressa S. Corte è la nuova direttrice marketing, di cui non viene rivelato il nome di battesimo. Completamente integrata nel suo mondo perennemente connesso e tecnologico, si esprime in continuazione con anglicismi in qualunque conversazione, cosa che crea problemi a chiunque tenti di comunicare con lei, soprattutto agli impiegati più anziani come Luca, Paolo e Silvano. Tra le mani tiene sempre il suo tablet di colore bianco, che usa per fare letteralmente qualsiasi cosa, tra cui mandare e-mail in continuazione, prelevare il caffè alla macchinetta e gestire la sua casa, completamente tecnologica. All'apparenza sorridente e gentile, il suo tono di voce è cortese, ma pungente ed indicativo del suo senso di superiorità; quando si rivolge a Luca e Paolo sembra che tenti di spiegare le cose nel modo più semplice possibile, come se si trovasse davanti a due bambini da trattare con prudenza e compassione. Pur essendo una donna di indubbia bellezza, sembra non avere una vita privata ed i suoi rapporti umani sono ridotti al minimo indispensabile; infatti da anni la sua vita gira tutt'intorno al lavoro ed alla tecnologia, tanto che le basta trovarsi di fronte documenti cartacei o non riuscire ad utilizzare il tablet per andare in piena crisi e non riuscire più a fare niente. Essendo De Marinis ormai prossimo alla pensione, la Corte è la dirigente più temuta in azienda dopo l'acquisizione cinese. È interpretata da Serena Autieri (stagione 6).

### Fegato Marcio

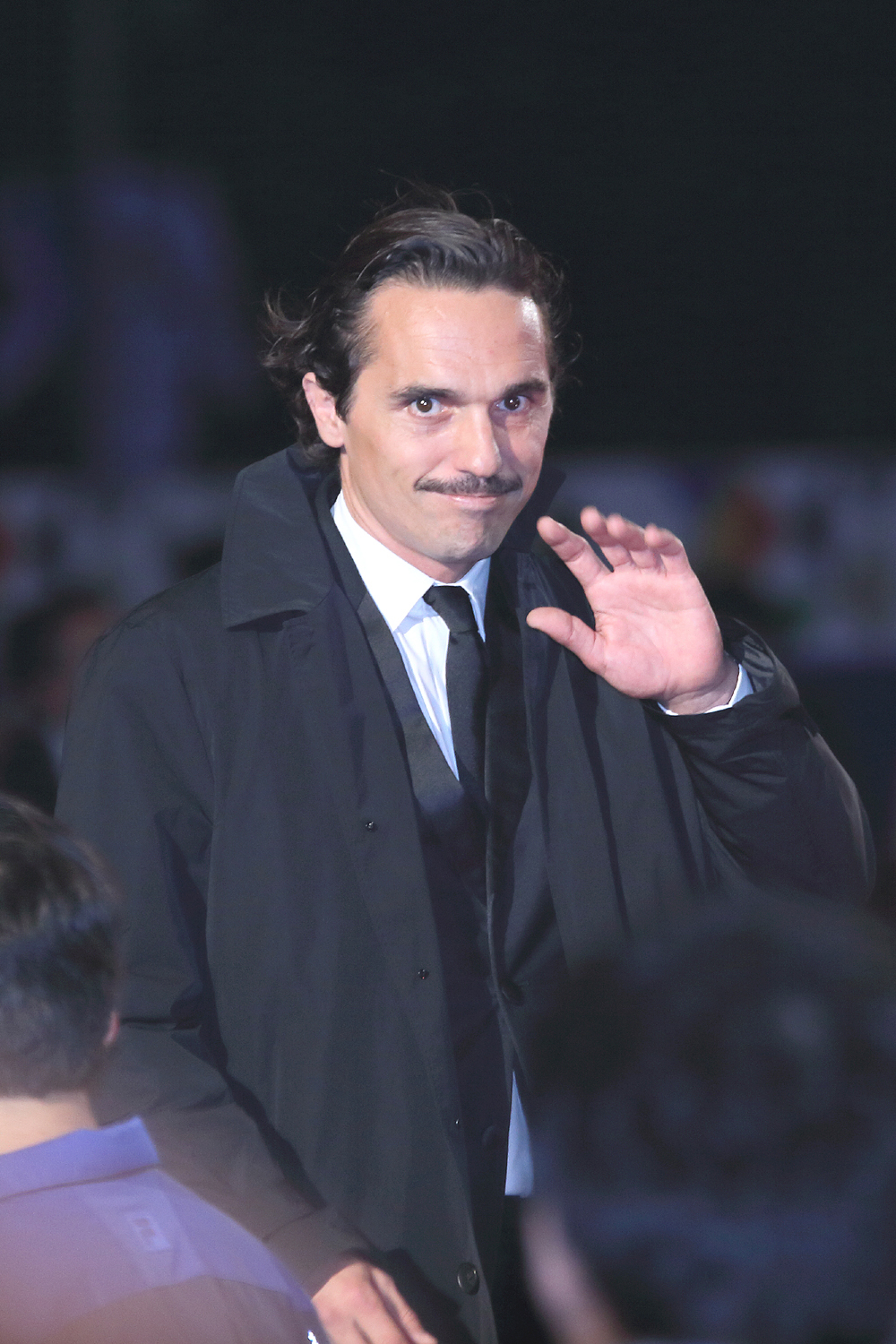
Pier Giorgio Bellocchio, interprete di Fegato Marcio

Fegato Marcio è un giovane impiegato paraplegico e un vero e proprio hater, in quanto è costantemente di malumore e commenta con insulti, prese in giro e battute denigratorie qualsiasi cosa e persona con cui ha a che fare, tra cui i colleghi ed i dirigenti, approfittando del fatto che, essendo in carrozzina, in genere gli altri non hanno il coraggio di parlargli in malo modo a loro volta. Nonostante ciò, la cosa che disprezza di più è proprio l'essere trattato in modo diverso perché disabile. Consapevole comunque dei vantaggi offerti dalla sua condizione (ad esempio la possibilità di accedere in modo agevolato e/o gratuito a situazioni esclusive), non perde occasione per evidenziare come la sua vita come disabile, in certi aspetti, grazie a ciò sia migliore di quella altrui. Non si sa quali siano il suo nome e cognome di battesimo, in quanto viene chiamato sempre con il soprannome di Fegato Marcio. È interpretato da Pier Giorgio Bellocchio (stagione 6).

### Chiara Giordano
Chiara Giordano è la nuova centralinista dell'azienda, arrivata presumibilmente a sostituire Giovanna. Bella, giovanile e vanitosa, Chiara incarna lo stereotipo dei millennials appassionati fino all'ossessione dei social network e delle nuove tendenze della rete: si esprime quasi sempre in gergo "social" (il termine che usa di più è "hashtag", seguito da un'espressione adatta a descrivere ciò che sta accadendo) e compare sempre con in mano il suo smartphone (decorato da variopinte ed insulse cover), che utilizza per navigare in internet, farsi selfie e mandare messaggi attraverso i suoi profili. È capace di andare nella paranoia più totale se lo smartphone le si scarica o se il router WiFi dell'azienda non funziona. Corteggiata da diversi colleghi, tra cui Luca e Paolo, non brilla per la sua conoscenza in cultura generale, dimostrando di sapere poco o nulla su qualsiasi cosa che riguardi i tempi precedenti alla nascita dei social network e guardando con distacco e disprezzo al passato, considerandolo come un'epoca lontanissima. Sottolinea inoltre in continuazione come Luca e Paolo siano dei «vecchi» non appena loro tentano un qualsiasi approccio, ed è anche convinta che Luca e Paolo siano in realtà omosessuali ed innamorati l'uno dell'altro, visto il tempo che passano insieme. È interpretata da Sara Cardinaletti (stagione 6).

### Lin
Lin è la moglie del presidente della compagnia cinese che ha acquisito l'azienda. Ricalca molto lo stereotipo della moglie dell'uomo ricco e benestante, che veste sempre con abiti griffati e ama spendere soldi per capricci o investimenti superficiali: ne sono un esempio il fatto che ha acquistato il Colosseo ed i suoi viaggi a Dubai anche solo per fare la spesa. Si ritiene una grande appassionata della cultura italiana, ma è evidente che la conosce solo a un livello approssimativo, tanto che in alcune occasioni Luca e Paolo trovano scoccianti i tentativi di Lin di familiarizzare con le tradizioni della loro nazione, che lei, nella propria superficialità, non sembra voler davvero comprendere. Si ritiene inoltre una fan dei Pooh, ma sbaglia tutti i titoli ed i testi dei loro brani quando prova a cantarli. È interpretata da Liyu Jin (stagione 6).

### Arianna Marelli
Arianna Marelli è la nuova segretaria del direttore De Marinis. Trentacinquenne, sposata e con due figli, ha molte affinità con Anna, la segretaria di De Marinis nelle prime due stagioni. Il suo matrimonio è in crisi, infatti non prova chiaramente più nulla per il marito, con il quale litiga giornalmente. Lui, infatti, ha gettato la famiglia in una profonda crisi economica dopo scellerate scelte imprenditoriali, ed a tutto ciò si aggiunge anche l'intimità dei due sotto le lenzuola, finita da anni. Arianna sarebbe ben lieta di divorziare, ma le complicazioni di una vita da single ed il lavoro la spingono a rimandare la decisione. I problemi economici dovuti al suo stipendio precario e al fallimento lavorativo del marito la portano a economizzare su qualsiasi cosa, anche solo per potersi prendere un caffè alla macchinetta, e a vestirsi con abiti fuori moda e vecchi di anni. Non essendo laureata non ha grandi ambizioni lavorative, considerata anche la sua età e il suo essere madre: tutto ciò le provoca una grande malinconia verso il passato, vedendo la sua bellezza sfiorita dalla maternità e dal suo matrimonio poco felice, ed un forte stress, sebbene non ai livelli di Luca, con il quale è solita sfogarsi occasionalmente. È interpretata da Roberta Mengozzi (stagione 6).

### Beatrice Mucciardini
Beatrice Mucciardini è la segretaria della dottoressa Corte, single e senza amicizie, né tra i giovani né tra i vecchi dipendenti e neanche fuori dall'ufficio. Ogni volta che si avvicina all'area relax quando ci sono Luca e Paolo, loro la cacciano sempre via in malo modo, urlandole «Stiamo parlando!» e a volte lanciandole anche contro qualcosa. Poiché la Corte gestisce tutte le sue attività con il suo tablet, Beatrice non ha praticamente mai nulla da fare, quindi trascorre la maggior parte dell'orario di lavoro annoiandosi e approfitta di ogni minima occasione per cercare di rendersi utile. Da anni disperatamente alla ricerca di un uomo con cui avere una relazione, è finita in tribunale diverse volte per stalking. Di aspetto tutt'altro che avvenente, un po' gobba e vestita sempre con abiti fuori moda, Beatrice ha di fatto ereditato da Patti sia la posizione lavorativa, quello di segretaria della responsabile marketing, sia il ruolo simbolico di "ragazza più brutta dell'ufficio", anche se ha un comportamento ben diverso da quest'ultima: è costantemente svogliata, aggressiva, tutt'altro che sensibile e colma di rabbia repressa. Le rare volte in cui riesce ad avvicinarsi ai colleghi uomini finisce spesso per insultarli o prenderli in giro, e non ha un bel rapporto nemmeno con le colleghe, in quanto esse o non la considerano, o la deridono per il suo aspetto oppure la maltrattano per via del suo brutto carattere. Nell'episodio "Clonazione" Beatrice imita i modi di vestire e di parlare di Patti, per poter avere un rapporto civile almeno con Silvano: anche se poi tutto è tornato come prima, lo stesso Silvano è rimasto piacevolmente colpito da come le due si somiglino molto, sia come aspetto che come carattere. Le poche volte che un uomo esterno all'azienda ha provato a corteggiarla, Beatrice non ha retto la tensione ed ha mandato tutto a monte. È l'unica dei dipendenti "giovani" a non fare uso regolare di tecnologia e social. È interpretata da Ippolita Baldini (stagione 6).

### Asafa N'Kono
Asafa N'Kono è uno degli immigrati africani "accolti" da Luca attraverso la sua cooperativa. Magro, occhialuto e timido, Asafa non è per niente simile agli altri emigranti, alti e forzuti, ai quali Luca fa svolgere i lavori pesanti. Nel suo Paese si è laureato in filosofia e diplomato in violino al conservatorio, qualifiche assolutamente inutili per Luca, il quale vede gli emigranti solo come galoppini o uomini di fatica. Nonostante Asafa sia sostanzialmente volenteroso, anche se un po' ingenuo, e cerchi sempre di rendersi utile, Luca, con l'appoggio di Paolo, continua a deriderlo e a mortificarlo, rinfacciandogli di non servire a niente, e tenta di spingerlo all'accattonaggio; si scopre poi che, a quanto pare, l'unica vera abilità di Asafa è spiare le altre persone, in quanto esse solitamente si comportano come se lui non ci fosse, facendo e dicendo cose che eviterebbero in presenza di altre persone. Le probabilità di Asafa di sfruttare l'istruzione e la cultura di cui è dotato sono pressoché nulle, in quanto viene costretto da Luca a parlare con forte accento africano (ostentando la B al posto della P) nonostante sappia esprimersi molto bene in italiano, quando gli capita di lasciarsi andare a qualche commento o citazione filosofica non viene mai preso sul serio e non lo si vede mai dare prova delle sue presunte doti da violinista; a tale proposito dichiara che, al conservatorio, ha studiato Mozart "con forte influenza etnica". È interpretato da Alberto Malanchino (stagione 6).

### Martina Paroli
Martina Paroli è la nuova responsabile delle tecnologie informatiche, che ha preso il posto di Olmo. Ragazza tanto bella quanto acida, quando parla con i colleghi usa spesso ironia e battute sarcastiche. Come Chiara, considera Luca e Paolo dei «vecchi» ed è a sua volta da loro corteggiata, seppur con minore insistenza rispetto alla collega a causa del suo carattere pungente e piuttosto menefreghista. Così come lo era stato Olmo, Martina è assunta a progetto e ogni tanto arrotonda con qualche lavoretto. È appassionata di social network, pur senza esserne ossessionata ai livelli di Chiara, nonché di film di culto e cosplay con il suo gruppo di amici. Veste sempre in modo casual, non molto alla moda, e sembra non disdegnare incontri promiscui, sia con uomini che con donne. Come Chiara, è convinta che Luca e Paolo siano gay. È interpretata da Brenda Lodigiani (stagione 6).